# فهرست شخصیت‌های اسطوره‌ای شاهنامه

## دورانپیشدادیان
- کیومرث
- سیامک
- هوشنگ
- تهمورث
- شهراسب
- جمشید
- مرداس (پدر ضحاک)
- ضحاک
- کندرو
- ارنواز
- شهرناز
- ارمایل
- گرمایل
- آبتین
- فرانک
- فریدون
- کاوه آهنگر
- کیانوش
- برمایه
- جندل
- سلم
- آرزو (همسر سلم)
- تور
- آزاده (همسر تور)
- ایرج
- سهی (همسر ایرج)
- ماه‌آفرید
- پشنگ داماد ایرج
- منوچهر
- نوذر
- زو
- گرشاسپ (پسر زو)
- پشنگ
- افراسیاب
- سام

## دورانکیانی
- اسفندیار
- بهمن
- بیژن
- کی پشین
- پیران ویسه
- توس
- تهمینه
- کی‌داراب
- دارا
- رستم
- رودابه
- رُهام
- زال
- سودابه
- سهراب
- سیاوش
- فرنگیس
- کی‌کاووس
- کی‌خسرو
- کی‌قباد
- گشتاسپ
- گردآفرید
- گرسیوز
- گودرز
- گیو
- لهراسپ
- منیژه
- همای
- فرامرز
- آرش کمانگیر